# Kiss Jenő (tanár)
Kiss Jenő (Sepsiszentkirály, 1860. október 18. – Kézdivásárhely, 1902. június 5.) polgári iskolai rajztanár, pedagógiai szakíró.

## Élete
Kiss Áron királyi táblai hivatalnok, 1848-49-as honvéd és Molnár Anna unitárius szülők fia. Az elemi iskolából a hosszúfalusi faragászati iskolával megtoldott népiskolába ment, ahol a III. és IV. osztályt végezte. Apjának 1875-ben történt halála után le kellett mondania az anyagi áldozatba kerülő szobrászatról, amihez kedve lett volna, és a budapesti állami tanítóképzőben végezte a három osztályt. Ekkor besorozták katonának; de hogy ne kelljen három évig szolgálnia, a IV. osztályból még azon év szeptember 1-8-án a kolozsvári tanítóképzőben letette a vizsgáit és tanítói oklevelet szerzett. Ezután a budai pedagógiumban az iparrajzi szakcsoportra iratkozott be és három évi tanulás után, 1883-ban a polgári iskola rajz- és ipartanítóságra képesítette. Tanítói működését a budai állami elemi tanítóképezőben mint kisegítő tanító a háziipar szakban kezdette. 1883. október 20-án a nagyrőcei államilag segélyezett községi polgári iskolához ipartanítónak nevezték ki, ott működött 1890. szeptember 20-ig, midőn saját kérelmére a kézdivásárhelyi felső népiskolához helyezték át és 1893-ban, amikor azt polgári iskolává alakították, ő is oda került. A szabadkézi és ábrázoló mértani rajzi tárgyakat, a helyszínrajzot és a lejtmérést, az alsófokú ipariskola két felső osztályában pedig az ipari és szabadkézi rajzot tanította. A társadalmi téren is közreműködött: a megyei tanítótestületnek két évig jegyzője, később segélyegyletének pénztárnoka volt és a kézdi járási tanítói kör elnöki tisztét is betöltötte.

## Publikációi
Cikkei a Felső nép- és polgári iskolai tanítók Közlönyében (1890. Hogyan lehetne a polgári iskoláinkkal kapcsolatos tanműhelyeket úgy szervezni, hogy azok népszerűségre tegyenek szert és jövőjük biztosítva legyen?); a Székelyföldben (1893. 19., 20. sz. Jelentés és javaslat a kézdi-vásárhelyi polg.-iskolával kapcsolatos asztalostanműhelyről, 1895. 4-6. sz. Társadalmi érdekeink az újév küszöbén, 13-16. sz. A kézdivásárhelyi jótékony nőegylet hivatásáról, 57-62. sz. Helyes-e a jutalmazás a népiskolában?, 81., 82. sz. Elnöki megnyitó, 1897. 35., 36. A munkatanítás irányelvei s a háziipar tanítása a népiskolában, 103., 104. és 1898. 1. sz. Elnöki megnyitó, 21., 22. A kézdi-vásárhelyi jótékony nőegylet által rendezendő társasestélyek szükségéről és czéljáról); a Székely Hiradóban (1893. 2-4. sz. Márczius 15., 76. sz. Családi érdekein és a nőnevelés, Szentkirályi Jenő álnévvel, 79-84. sz. A nőegylet működéséről, Gömöri Endre álnévvel, 31-33 sz. Kereskedelmi érdekeink, tekintettel mezőgazdasági s ipari állapotainkra, 84., 85. sz. A jellem, 92. sz. Alakítsunk-e Kézdi-Vásárhelyen ipartestületet); a Székely Nemzetben (1897. jún. A székely fiuk kitelepítése, 1898. 10-14. sz. A székelyföld közgazdasági emelkedéséhez); A M. Pestalozziban (1898. A népiskolai tantervrevizió, tekintettel a gyakorlati élet követelményeire.)

## Munkája
- A foglalkoztató tanmódhoz alkalmazottan szerkesztett részletes tanterv keretében a kézügyességi oktatásnak mely irány elvei és milyen fokozatai nyerhetnek gyakorlatilag alkalmazást népiskoláinkban? Debreczen, 1896. (4 arannyal jutalmazott pályamű. A Gönczy-egylet fillére füzeteiben.)